# Contrada Sovrana dell'Istrice
La Contrada Sovrana dell'Istrice è una delle diciassette suddivisioni storiche della città toscana di Siena. Prende parte al Palio di Siena.

## Territorio

### Le strade all'epoca del Bando
Il Bando di Violante di Baviera (1730) determina la suddivisione territoriale delle diciassette Contrade di Siena facendo riferimento ai palazzi e ai loro proprietari dell'epoca, basandosi quindi sulle costruzioni più che sulle strade. Esso viene ancora oggi considerato la disposizione di base per determinare gli effettivi confini delle Contrade. Secondo il Bando relativo alla Nuova divisione dei confini delle Contrade, il territorio della Contrada Sovrana dell'Istrice è delimitato dalle seguenti vie e palazzi:
"Istrice, n. 15 - Dalla Porta Camollia per la strada maestra da ambe le parti fino alla dirittura della piaggia che porta alla Lizza e poggio Malavolti, dalla casa de signori Francesconi e di lì salga da man destra solamente alla squola di cavallerizza e non compreso il palazzo Malavolti occupi la Lizza tutta colla fortezza, siccome le case della piaggia che va a Santa Petronilla, la strada tutta di Campansi e Pignattello, come quelle che portano a fonte Giusta."
Il letterato Girolamo Gigli scrisse nel suo Diario Senese del 1723, sul territorio della Contrada dell'Istrice:
(Girolamo Gigli, Diario Sanese)

### Le strade ai nostri giorni
Le strade che attualmente fanno parte del territorio della Contrada sono le seguenti:
- Vie:
  - di Camollìa
  - di Fontegiusta
  - Malta
  - del Cavallerizzo (parte)
  - Montanini (parte)
  - del Romitorio
  - via del Sasso di San Bernardino
  - dei Gazzani
  - Garibaldi (parte)
  - degli Umiliati
  - Campansi
  - del Pignattello
  - Rinaldo Franci
  - Cesare Maccari
  - XXV Aprile
  - dei Mille
  - di Fontegiusta
  - Paparoni

- Piazze:
  - la Lizza
  - Antonio Gramsci
  - Costa Paparoni
  - Guido Chigi Saracini
- Vicoli:
  - di Malizia
  - della Magione
  - dello Sportello

Nel suo territorio si trova quello anticamente incluso nella Contrada del Leone, una delle contrade soppresse.

## Storia
La contrada ha il titolo di "Sovrana" per concessione del Sovrano Ordine Militare di Malta. La Magione dei Templari si trova infatti nel territorio di questa Contrada (all'angolo tra via Malta e via Camollìa) lungo il percorso dell'antica via Francigena e l'Ordine di Malta ebbe sede dal XIV secolo nel rione di Camollia.

## Aneddoti
L'Istrice fu protagonista del turbolento Palio di Provenzano del 1862, anticipato (com'era già successo l'anno prima) al 1º giugno per la concomitanza con la Festa dello Statuto.
Alla mossa, Lupa, Tartuca e Torre furono protagoniste di una rovinosa caduta, che provocò la morte dei cavalli delle prime due contrade. Sotto l'inveire minaccioso della Piazza, il mossiere rinviò la carriera al giorno dopo. L'indomani, alla mossa, la Torre, malgrado il proprio cavallo non fosse al meglio della forma per l'incidente del giorno prima, partì fortissima, conducendo la corsa fino al terzo San Martino. Qui la Chiocciola riuscì ad affiancare la Torre. Tra i due fantini, il torraiolo Annibale Maggiori e il chiocciolino Angiolo Fabbri detto Spagnoletto, iniziò un'accanita lotta: Maggiori addirittura si slanciò verso il cavallo della Chiocciola, afferrò Spagnoletto per la vita e prese le briglie del barbero; a sua volta il fantino della Chiocciola rispose con nerbate e persino morsi, al punto che per il duro ostacolo reciproco le due Contrade si arrestarono al Casato.
Sopraggiunse così l'Istrice: il fantino di Camollia, il grande Giuseppe Buoni detto Figlio di Buonino, dalla terza posizione si trovò incredulo in testa e seppe resistere negli ultimi metri all'indomito cavallo della Torre, nel frattempo lasciato dal suo turbolento fantino, riuscendo a precederlo di un soffio. Per quanto i Giudici avessero subito assegnato la vittoria all'Istrice, i torraioli pretendevano che fosse stato il loro cavallo a giungere per primo al bandierino. Ne seguì una violenta rissa che costrinse le autorità a requisire il Drappellone, consegnandolo solo quando si calmarono le acque all'Istrice, legittima vincitrice.

## Alleanze sciolte
- Lupa, fino al 1934

## La rivalità con la Lupa
Prima che nascesse la loro recente quanto accesa rivalità, Lupa ed Istrice erano addirittura alleate. Furono delle banali questioni di confine, nate negli anni trenta per una disputa di pochi metri, a far nascere i primi dissidi. Per far tornare i rapporti sereni fu istituita una commissione, che però non riuscì a far accordare le parti.
La tensione salì fino ai due Palii del 1935, quando a luglio vinse la Lupa e ad agosto l'Istrice, in entrambi i casi con il cavallo Ruello. I Numeri Unici editi in quelle occasioni dalle due Contrade riportarono serie rivendicazioni reciproche e i classici sfottò palieschi che caratterizzano ogni rivalità senese: rivalità che da allora non si è mai placata.

## Gemellaggi
Perugia

## Vittorie
| N° vittoria                   | Data              | Fantino                                      | Cavallo                      |
| ----------------------------- | ----------------- | -------------------------------------------- | ---------------------------- |
| 1                             | 2 luglio 1659     | ?                                            | Leprino di Buonconvento      |
| 2                             | 2 luglio 1669     | Monchino                                     |                              |
| 3                             | 2 luglio 1680     | Pavolo Roncucci detto Pavolino               |                              |
| 4                             | 2 luglio 1688     | Monco                                        |                              |
| Vittorie nel XVII secolo: 4   |                   |                                              |                              |
| 5                             | 16 agosto 1709    | Giovan Maria                                 | Stornello di Siena           |
| 6                             | 2 luglio 1716     | Morino                                       | Montalcino                   |
| 7                             | 2 luglio 1721     | Giovan Battista Pistoi detto Cappellaro      |                              |
| 8                             | 2 luglio 1726     | Jacomo Mazzini detto Cerrino                 | Baio dorato di Siena         |
| 9                             | 16 agosto 1741    | Giovanni Rossi detto Ministro                | Baio del Concialini          |
| 10                            | 2 luglio 1760     | Antonio Vigni detto Luchino                  | Sauro dorato del Coppi       |
| 11                            | 2 luglio 1766     | Mattia Mancini detto Bastiancino             | Morello della Scala          |
| 12                            | 2 luglio 1768     | Giuseppe Butelli detto Giuseppe di Vescovado | Morello del Tendi            |
| 13                            | 2 luglio 1772     | Mattia Mancini detto Bastiancino             | Morello del Picchi           |
| 14                            | 2 luglio 1793     | Matteo Marzi detto Mattiaccio                | Falbo sfacciato del Gigli    |
| Vittorie nel XVIII secolo: 10 |                   |                                              |                              |
| 15                            | 3 luglio 1800     | Francesco Sucini detto Polpettino            | Morello del Ricci            |
| 16                            | 2 luglio 1805     | Niccolò Chiarini detto Caino                 | Morello maltinto del Cerini  |
| 17                            | 17 agosto 1806    | Matteo Brandani detto Brandino               | Morello del Tommi            |
| 18                            | 19 agosto 1818    | Francesco Morelli detto Ferrino              | Castagno balzano del Falconi |
| 19                            | 17 agosto 1819    | Francesco Morelli detto Ferrino              | Morello del Magnelli         |
| 20                            | 17 agosto 1823    | Luigi Brandani detto Cicciolesso             | Stornello del Felli          |
| 21                            | 16 agosto 1830    | Francesco Bianchini detto Campanino          | Morello stellato in fronte   |
| 22                            | 2 luglio 1832     | Luigi Giraldini detto Maremmanino            | Morello maltinto del Bandini |
| 23                            | 18 agosto 1842    | Giuseppe Marraghini detto Saltatore          | Morello del Barbetti         |
| 24                            | 16 agosto 1860    | Angiolo Fabbri detto Spagnoletto             | Baio scuro del Merlotti      |
| 25                            | 2 giugno 1862     | Giuseppe Buoni detto Figlio di Bonino        | Baio dorato del Cianchelli   |
| 26                            | 2 luglio 1873     | Mario Bernini detto Bachicche                | Baia scura del Romboli       |
| 27                            | 16 agosto 1887    | Dante Tavanti detto Il Citto                 | Baio balzano del Boscagli    |
| 28                            | 16 agosto 1894    | Francesco Ceppatelli detto Tabarre           | Angiolusse                   |
| 29                            | 23 settembre 1896 | Celso Cianchi detto Montieri                 | Febo                         |
| Vittorie nel XIX secolo: 15   |                   |                                              |                              |
| 30                            | 2 luglio 1905     | Benvenuto Fineschi detto Benvenuto           | Ida                          |
| 31                            | 2 luglio 1913     | Angelo Meloni detto Picino                   | Strega                       |
| 32                            | 2 luglio 1914     | Arturo Bocci detto Rancani                   | Storno del Busisi            |
| 33                            | 16 agosto 1935    | Pietro De Angelis detto Pietrino             | Ruello                       |
| 34                            | 16 agosto 1956    | Francesco Cuttone detto Mezz'etto            | Gaudenzia                    |
| 35                            | 16 agosto 1958    | Umberto Castiglionesi detto Biba             | Uberta de Mores (scosso)     |
| 36                            | 2 luglio 1961     | Rosario Pecoraro detto Tristezza             | Uberta de Mores              |
| 37                            | 17 settembre 1972 | Andrea Degortes detto Aceto                  | Mirabella                    |
| 38                            | 2 luglio 1975     | Silvano Bietolini detto Ragno                | Rimini                       |
| 39                            | 2 luglio 2000     | Luigi Bruschelli detto Trecciolino           | Gangelies                    |
| Vittorie nel XX secolo: 10    |                   |                                              |                              |
| 40                            | 2 luglio 2002     | Luca Minisini detto Dè                       | Ugo Sanchez                  |
| 41                            | 2 luglio 2008     | Luigi Bruschelli detto Trecciolino           | Già del Menhir               |
| Vittorie nel XXI secolo: 2    |                   |                                              |                              |

L'Istrice si attribuisce un'altra vittoria, non riconosciuta dal Comune:
1. 1648 (1649?): bufalata cui parteciparono tutte le Contrade di Siena.

## Galleria d'immagini

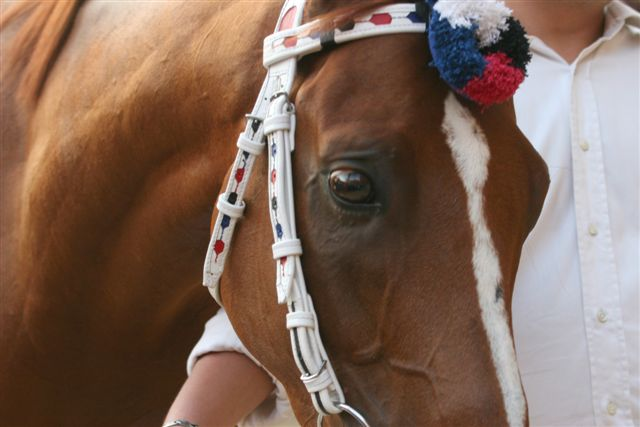
Il barbero dell'Istrice al Palio di Provenzano 2008
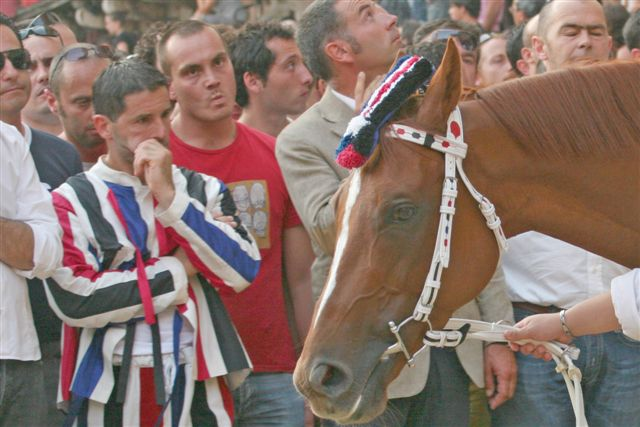
Già del Menhir e il fantino Trecciolino
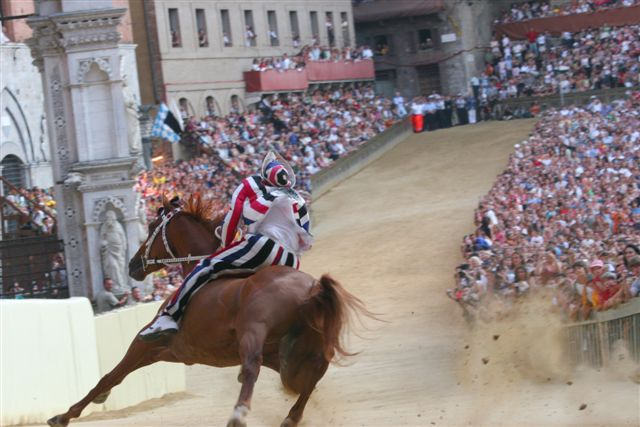
Alla Curva di San Martino (durante una prova)
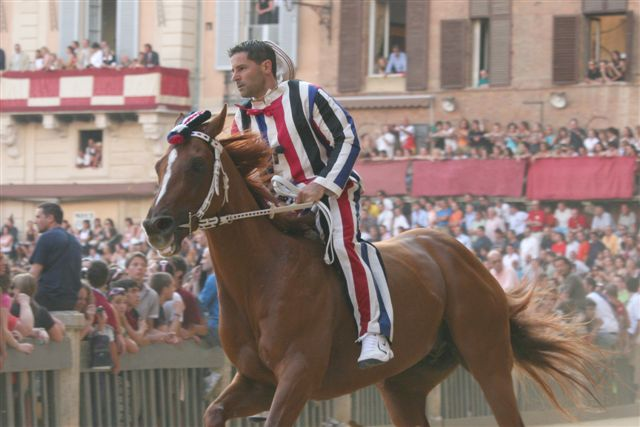
L'accoppiata vittoriosa